# Нефела

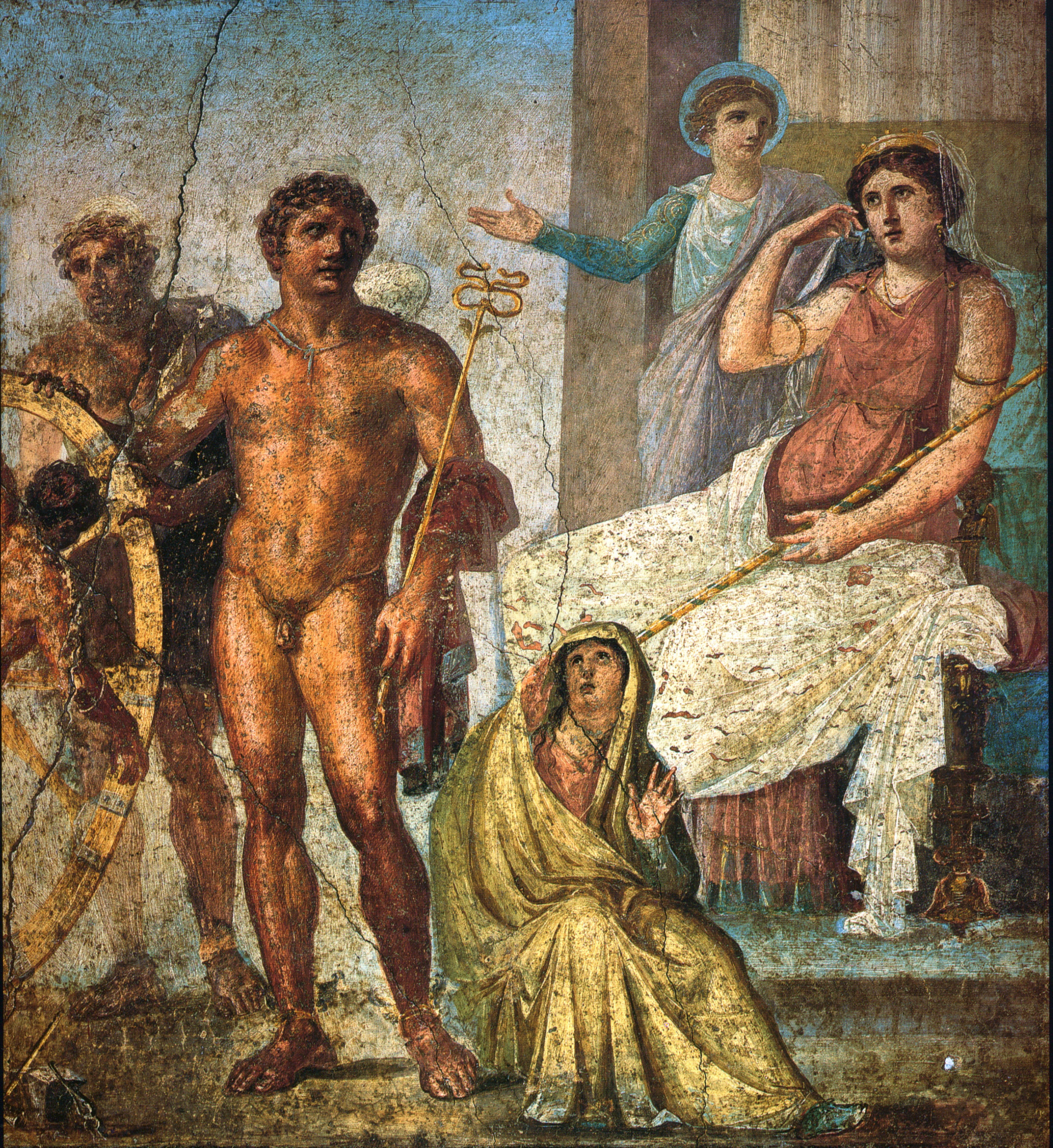
Покарання Іксіона. Нефела сидить біля ніг Меркурія. Фреска з Помпеї.

Нефе́ла (грец. Nephele) — богиня хмар, дружина Атаманта, мати Фрікса й Гелли.